# Henrique Forbes de Bessa
Henrique Ventura Forbes de Bessa (Matosinhos, 10 de setembro de 1894 — Paris, 10 de março de 1920) foi Ministro do Interior do 15.º governo republicano, presidido por Sidónio Pais, em funções de 7 de março a 15 de maio de 1918. A partir desta data, até 7 de janeiro de 1919, ficou com a pasta de Ministro do Trabalho, substituindo Machado Santos, cargo que manteve, após o assassinato de Sidónio Pais, no governo presidido por Tamagnini Barbosa. Era então cadete na Escola de Guerra e estudante no Instituto Superior Técnico. Também exerceu as funções de governador civil do Distrito de Lisboa de 13 de dezembro de 1917 a 8 de março de 1918.

## Biografia
Era filho do senador republicano Manuel Jorge Forbes de Bessa e de sua esposa Mariana Ventura dos Santos Reis. Foi secretário-geral da Presidência da República no inicio da presidência de Sidónio Pais. Aos 23 anos de idade, e no posto de alferes, terá sido um dos ministros mais jovens que jamais integraram o governo de Portugal.